# Simon Cziommer

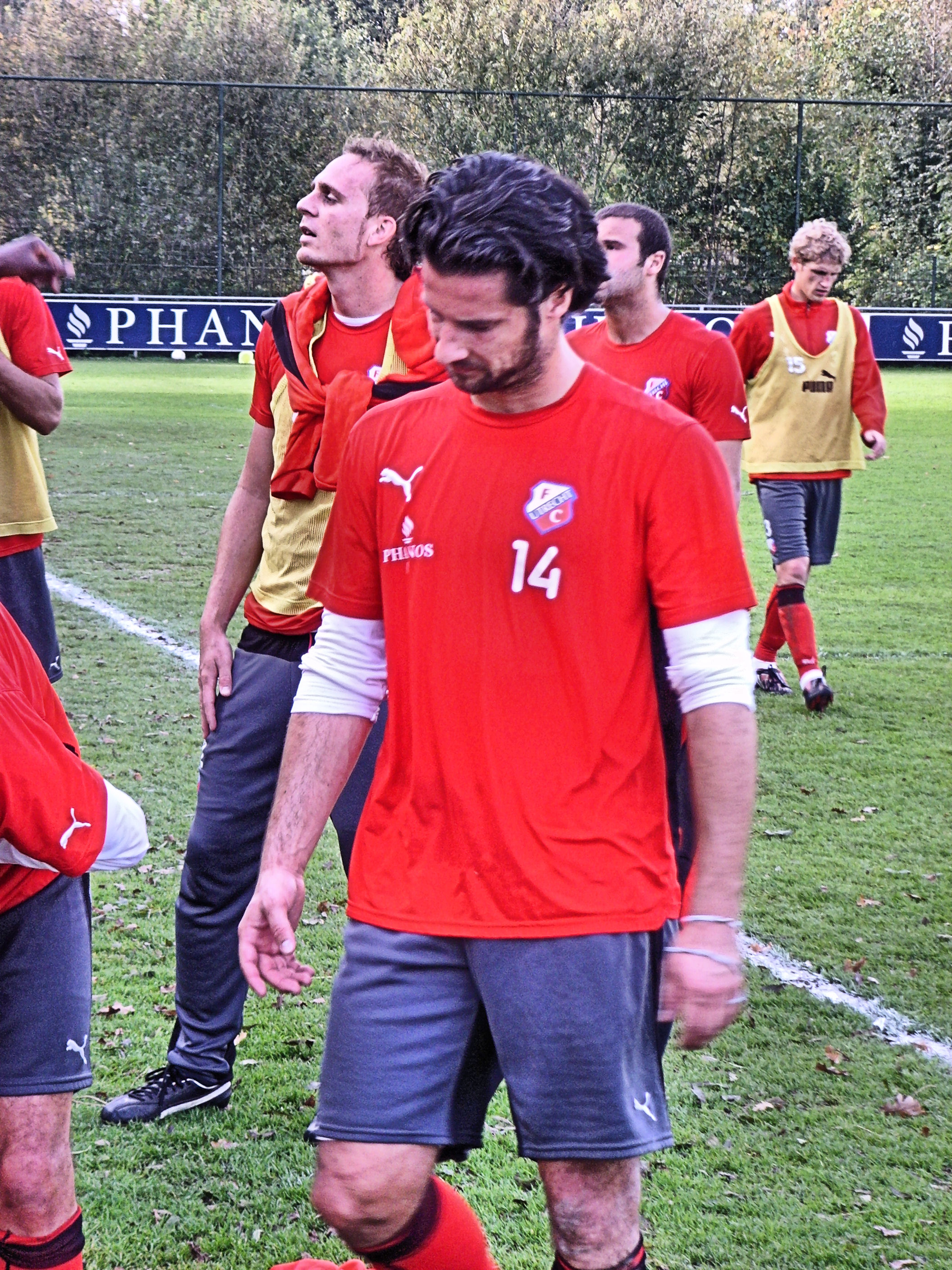
Cziommer na afloop van een training van FC Utrecht

Simon Cziommer (Nordhorn, 6 november 1980) is een Duits voormalig profvoetballer die bij voorkeur als middenvelder speelde.

## Clubcarrière
Cziommer werd geboren in het West-Duitse Nordhorn en groeide op in Schüttorf, vlak bij de Nederlandse grens. Hij begon met voetballen bij de lokale amateurclub FC Schüttorf 09, alwaar hij werd opgemerkt door FC Twente. De centrale middenvelder belandde op veertienjarige leeftijd in de jeugdopleiding en maakte op 26 maart 2000 zijn debuut in het betaald voetbal, toen hij na vierenvijftig minuten inviel voor Jeroen Heubach in een met 4–2 gewonnen thuiswedstrijd tegen FC Utrecht.

### Tussen FC Twente en Schalke 04
Cziommer zou tot 2003 in Enschede blijven spelen, waarvan het laatste seizoen met eenendertig wedstrijden als basisspeler. Zijn goede spel werd dat jaar opgemerkt door de Duitse subtopper Schalke 04 en in de zomerstop vertrok Cziommer naar Duitsland. In competitieverband kwam de middenvelder echter nauwelijks aan spelen toe, maar werd er in zijn periode bij Schalke 04 wel de UEFA Intertoto Cup gewonnen. Tijdens de winterstop keerde hij, na twee competitiewedstrijden in het shirt van Schalke 04 te hebben gespeeld, weer terug naar FC Twente. FC Twente huurde Cziommer voor anderhalf jaar van Schalke 04.

### Terug naar Nederland (1)
Met een (beker)wedstrijd in de benen ging de middenvelder de winterstop in. Lang leek hij het seizoen vol te maken in Duitsland, maar aan het eind van de transferperiode nam Huub Stevens, op dat moment trainer van Roda JC, contact met hem op. Cziommer speelde een half seizoen op huurbasis voor de Kerkraadse club, waarin hij in vijftien wedstrijden achtmaal scoorde. Na afloop van het seizoen 2005/06 was hij transfervrij, aangezien het contract bij Schalke 04 af was gelopen. Ondanks pogingen van Roda JC om hem te behouden en interesse van Ajax en Feyenoord, koos hij vervolgens voor een vierjarig contract bij AZ. Bij de Alkmaarse club kwam hij tot achtendertig optredens in twee seizoenen, maar in de zomerstop voorafgaand aan het seizoen 2008/09, werd duidelijk dat de Duitser niet op een basisplaats kon rekenen. Soms moest hij zelfs genoegen nemen met het tweede elftal. Pogingen om een nieuwe club te vinden liepen aanvankelijk op niets uit, maar vlak voor het einde van de transferperiode werd hij op huurbasis overgenomen door FC Utrecht. Dit gebeurde nadat de Roemeen Lucian Sânmartean zijn contract had ingeleverd en FC Utrecht op zoek was naar een middenvelder.

### Red Bull Salzburg
Cziommer ging in het seizoen 2009/10 naar Red Bull Salzburg, waarmee hij dat jaar het landskampioenschap van Oostenrijk won. In het seizoen 2011/12 werd opnieuw het landskampioenschap van Oostenrijk gewonnen en tevens de ÖFB-Cup.

### Terug naar Nederland (2)
In juli 2012 mocht Cziommer zijn conditie op peil houden bij Vitesse; hij speelde in deze periode mee met Vitesse in een oefenwedstrijd tegen Wilhelmina '08, waarin hij ook een doelpunt scoorde. Op 31 juli 2012 tekende Cziommer een contract voor een seizoen en twee dagen later debuteerde hij voor Vitesse in de Europese wedstrijd tegen Anzji Machatsjkala.
Op 2 september 2013 ging Cziommer transfervrij naar Heracles Almelo. In 2015 besloot hij zijn carrière als profvoetballer te beëindigen.

## Interlandcarrière
Cziommer speelde twaalf interlands voor Duitsland onder 20 (een doelpunt) en een interland voor Duitsland B.

## Trivia
Cziommer spreekt vloeiend Nederlands en woont in Laren. Na zijn voetbalcarrière werd hij spelersbegeleider bij S&F International. Tevens is Cziommer ambassadeur van de humanitaire organisatie Right to Play.

## Statistieken
Bijgewerkt t/m 9 november 2014
| Club              | Seizoen           | Competitie | Competitie | Competitie | Europees | Europees | Europees | Beker | Beker | Beker | Overige  | Overige  | Overige  | Totaal | Totaal | Totaal |
| Club              | Seizoen           | W          |            |            | W        |          |          | W     |       |       | W        |          |          | W      |        |        |
| ----------------- | ----------------- | ---------- | ---------- | ---------- | -------- | -------- | -------- | ----- | ----- | ----- | -------- | -------- | -------- | ------ | ------ | ------ |
| FC Twente         |                   |            |            |            |          |          |          |       |       |       |          |          |          |        |        |        |
| 1999-2000         | 3                 | 0          | 0          | -          | -        | -        | 0        | 0     | 0     | -     | -        | -        | 3        | 0      | 0      |        |
| 2000-2001         | 6                 | 1          | 1          | -          | -        | -        | 0        | 0     | 0     | -     | -        | -        | 6        | 1      | 1      |        |
| 2001-2002         | 15                | 3          | 2          | 0          | 0        | 0        | 1        | 1     | 0     | 0     | 0        | 0        | 16       | 4      | 2      |        |
| 2002-2003         | 31                | 5          | 7          | -          | -        | -        | 4        | 0     | 1     | -     | -        | -        | 35       | 5      | 8      |        |
| Schalke 04        | 2003-2004         | 2          | 0          | 1          | 6        | 1        | 1        | 0     | 0     | 0     | 0        | 0        | 0        | 8      | 1      | 2      |
| FC Twente         |                   |            |            |            |          |          |          |       |       |       |          |          |          |        |        |        |
| 2003-2004         | 13                | 3          | 2          | -          | -        | -        | 3        | 0     | 0     | -     | -        | -        | 16       | 3      | 2      |        |
| 2004-2005         | 13                | 1          | 3          | -          | -        | -        | 2        | 2     | 0     | -     | -        | -        | 15       | 3      | 3      |        |
| Schalke 04        | 2005-2006         | 0          | 0          | 0          | 0        | 0        | 0        | 1     | 0     | 0     | 0        | 0        | 0        | 1      | 0      | 0      |
| Roda JC           | 2005-2006         | 15         | 8          | 4          | 0        | 0        | 0        | 2     | 0     | 0     | 2        | 0        | 0        | 19     | 8      | 4      |
| AZ                | 2006-2007         | 18         | 6          | 6          | 5        | 0        | 0        | 5     | 7     | 0     | 3        | 2        | 2        | 31     | 15     | 8      |
| AZ                | 2007-2008         | 20         | 2          | 3          | 5        | 0        | 2        | 0     | 0     | 0     |          |          |          | 25     | 2      | 5      |
| FC Utrecht        | 2008-2009         | 24         | 2          | 3          | 0        | 0        | 0        | 1     | 0     | 0     |          |          |          | 25     | 2      | 3      |
| Red Bull Salzburg | 2009-2010         | 26         | 6          | 4          | 11       | 0        | 3        | 1     | 0     | 1     |          |          |          | 38     | 6      | 8      |
| Red Bull Salzburg | 2010-2011         | 26         | 5          | 8          | 5        | 0        | 2        | 1     | 0     | 1     |          |          |          | 32     | 5      | 11     |
| Red Bull Salzburg | 2011-2012         | 18         | 0          | 6          | 12       | 1        | 5        | 3     | 0     | 1     |          |          |          | 33     | 1      | 12     |
| Vitesse           | 2012-2013         | 21         | 1          | 3          | 2        | 0        | 2        | 3     | 0     | 0     | -        | -        | -        | 26     | 1      | 5      |
| Heracles Almelo   | 2013-2014         | 25         | 2          | 2          | -        | -        | -        | 2     | 1     | 0     | -        | -        | -        | 27     | 3      | 2      |
| Heracles Almelo   | 2014-2015         | 9          | 0          | 0          | -        | -        | -        | 1     | 0     | 0     | -        | -        | -        | 10     | 0      | 0      |
|                   |                   |            |            |            |          |          |          |       |       |       |          |          |          |        |        |        |
| Totaal            | Totaal            | Competitie | Competitie | Competitie | Europees | Europees | Europees | Beker | Beker | Beker | Overige* | Overige* | Overige* | Totaal | Totaal | Totaal |
| Totaal            | Totaal            | W          |            |            | W        |          |          | W     |       |       | W        |          |          | W      |        |        |
| FC Twente         | FC Twente         | 81         | 13         | 15         | 0        | 0        | 0        | 10    | 3     | 1     | 0        | 0        | 0        | 91     | 16     | 16     |
| Schalke '04       | Schalke '04       | 2          | 0          | 1          | 6        | 1        | 1        | 1     | 0     | 0     | 0        | 0        | 0        | 9      | 1      | 2      |
| Roda JC           | Roda JC           | 15         | 8          | 4          | 0        | 0        | 0        | 2     | 0     | 0     | 2        | 0        | 0        | 19     | 8      | 4      |
| AZ                | AZ                | 38         | 8          | 9          | 10       | 0        | 2        | 5     | 7     | 0     | 3        | 2        | 2        | 59     | 17     | 13     |
| FC Utrecht        | FC Utrecht        | 24         | 2          | 3          | 0        | 0        | 0        | 1     | 0     | 0     |          |          |          | 25     | 2      | 3      |
| Red Bull Salzburg | Red Bull Salzburg | 70         | 11         | 18         | 28       | 1        | 10       | 5     | 0     | 3     |          |          |          | 103    | 12     | 31     |
| Vitesse           | Vitesse           | 21         | 1          | 3          | 2        | 0        | 2        | 3     | 0     | 0     | -        | -        | -        | 26     | 1      | 5      |
| Heracles Almelo   | Heracles Almelo   | 34         | 2          | 2          | -        | -        | -        | 3     | 1     | 0     | -        | -        | -        | 37     | 3      | 2      |
|                   |                   |            |            |            |          |          |          |       |       |       |          |          |          |        |        |        |
| Totaal            | Totaal            | 285        | 45         | 55         | 46       | 2        | 15       | 30    | 11    | 4     | 5        | 2        | 2        | 369    | 60     | 76     |

## Erelijst
Schalke 04
- UEFA Intertoto Cup: 2003

 Red Bull Salzburg
- Bundesliga: 2009/10, 2011/12
- ÖFB-Cup: 2011/12